# コカイン・ベア
『コカイン・ベア』（原題：Cocaine Bear）は、2023年に公開されたのスリラー・コメディ映画。女優のエリザベス・バンクスが監督・製作を兼任した。
コカインを食べて凶暴化したクマが起こす騒動を描く。1985年にアメリカ合衆国ジョージア州でアメリカクロクマが麻薬密売業者が投棄した大量のコカインを摂取し、薬物の過剰摂取により死亡した実際の事件をモチーフにしている。
本作は2022年5月に死去したレイ・リオッタの遺作となった。

## あらすじ
1985年、麻薬密輸人のアンドリュー・C・ソーントン2世は、自身の飛行機からコカインの入ったダッフルバッグを持ってパラシュートで飛び降りようとするが、ドアフレームに頭をぶつけて意識を失いそのまま落下死する。彼の死体はテネシー州ノックスビルで発見され、地元の刑事は死体の身元を密輸人ソーントンであると特定する。同様にコカインも近くに落下していると推測するが、発見できない。一方、チャッタフーチー・オコニー国立森林公園では、アメリカグマ（以下コカインベア）がコカインを食べて非常に攻撃的になり、ハイキング中の男女に襲いかかる。
ジョージア州チャタフーチーのブラッド山で、ディーディーとヘンリーの中学生2人がコカインの包みを見つけ大興奮しているところに、コカインベアが出現し襲いかかってくる。1人は木に登って逃れるが、もう1人は連れ去られてしまう。彼らを探しにきたディーディーの母・サリは、同行する公園レンジャー・リズと動物管理官・ピーターが襲われるのを見て恐怖するも娘を探しに更に森の奥へ進む。
重傷を負いながらレンジャー事務所まで戻ったリズだったが、追ってきたコカインベアと戦闘になる。駆け付けた救急隊員のトムとベスと共に救急車で逃げるものの、コカインベアは恐るべき速さで車に追いつき車内で惨劇が起こってしまう。
その後、コカインベアが洞窟に隠していたコカインをギャングが発見するが、戻ってきたコカインベアに襲われる。数人は川に飛び込み難を逃れるものの、結果的に熊の母子は森から人間たちを追い出したのだった。

その後、コカイン入りのダッフルバッグはチンピラに回収され、ニューヨークに持ち去られる。

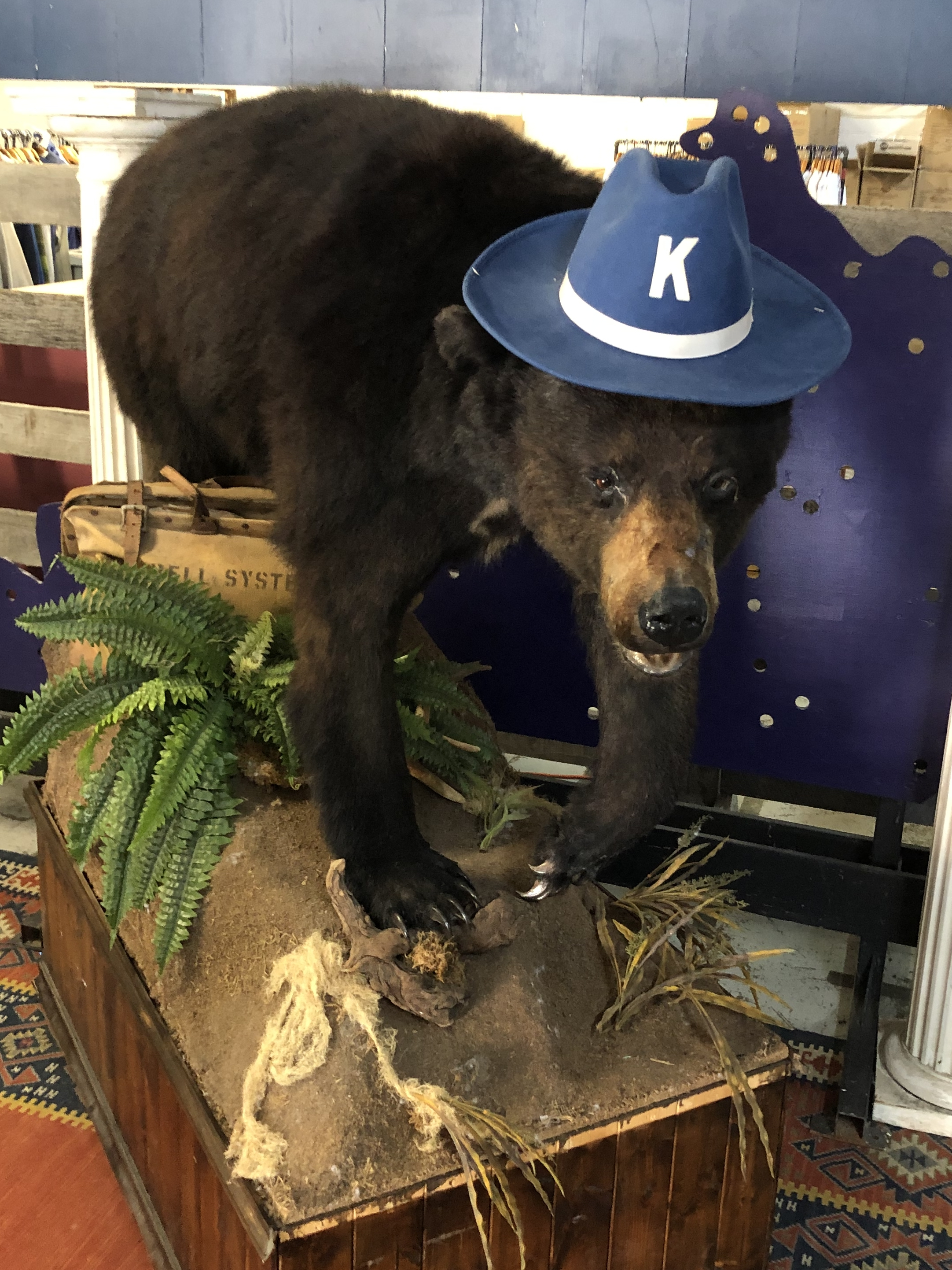
剥製にされた実際のコカイン・ベアー

## キャスト
※括弧内は日本語吹替。
- サリ：ケリー・ラッセル（佐古真弓）

ディーディーの母で看護師。無断で森に入っていった娘を探しに森へ侵入する。
- ディーディー：ブルックリン・プリンス（黒木彩加）

サリの娘。森の中の滝の絵を描くため、母に無断で森へ侵入する。
- ヘンリー：クリスチャン・コンヴェリー（飯沼南実）

ディーディーの友人の少年。彼女と共に森に入るものの、コカインベアに見つかり木の上に逃れる。
- ダヴィード：オシェア・ジャクソン・Jr（藤原聖侑）

ギャング。ボスであるシドの命令で、エディと共にコカインの回収のため森へ侵入する。
- エディ：オールデン・エアエンライク（加藤拓二）

元ギャング。ボスであるシドの息子だが、妻を亡くし傷心中。
- シド：レイ・リオッタ（吉見一豊）

ギャングのボス。アンドリューのヘマにより行方不明になったコカインを取り戻すよう、ダヴィードとエディに命令する。
- アンドリュー・カーター・ソーントン2世：マシュー・リース

運び屋。飛行機からコカインを投げ落とし、自身もパラシュートで降下しようとするも転落死する。
- ボブ：イザイア・ウィットロック・Jr（相馬康一）

ベテラン刑事。ギャングの情報を得て、確保するために森へ向かう。
- リーバ：アヨーラ・スマート

新人刑事。ボブが不在の間、彼の飼い犬を預かる。
- リズ：マーゴ・マーティンデイル（伊沢磨紀）

森林警備隊員。サリに依頼され、サリ・ピーターと共に森へ侵入する。
- ピーター：ジェシー・タイラー・ファーガソン（山下タイキ）

野生動物管理官。森の動物たちを“友達”と呼ぶ。
- オラフ：クリストファー・ヒヴュ（村治学）

婚約者とのハイキング中にコカインベアを発見し、襲われる。
- エルサ：ハンナ・フックストラ（伊吹茅紘）
- 口ひげ：アーロン・ホリデー（バトリ勝悟）
- ベスト：J・B・ムーア（土井正昭）
- ポニーテール：レオ・ハンナ（濱川真人）
- ベス：カヒョン・キム（金田愛）
- トム：スコット・ザイス（岡部悟）